# Kamienny Most na Bobrze w Lwówku Śląskim

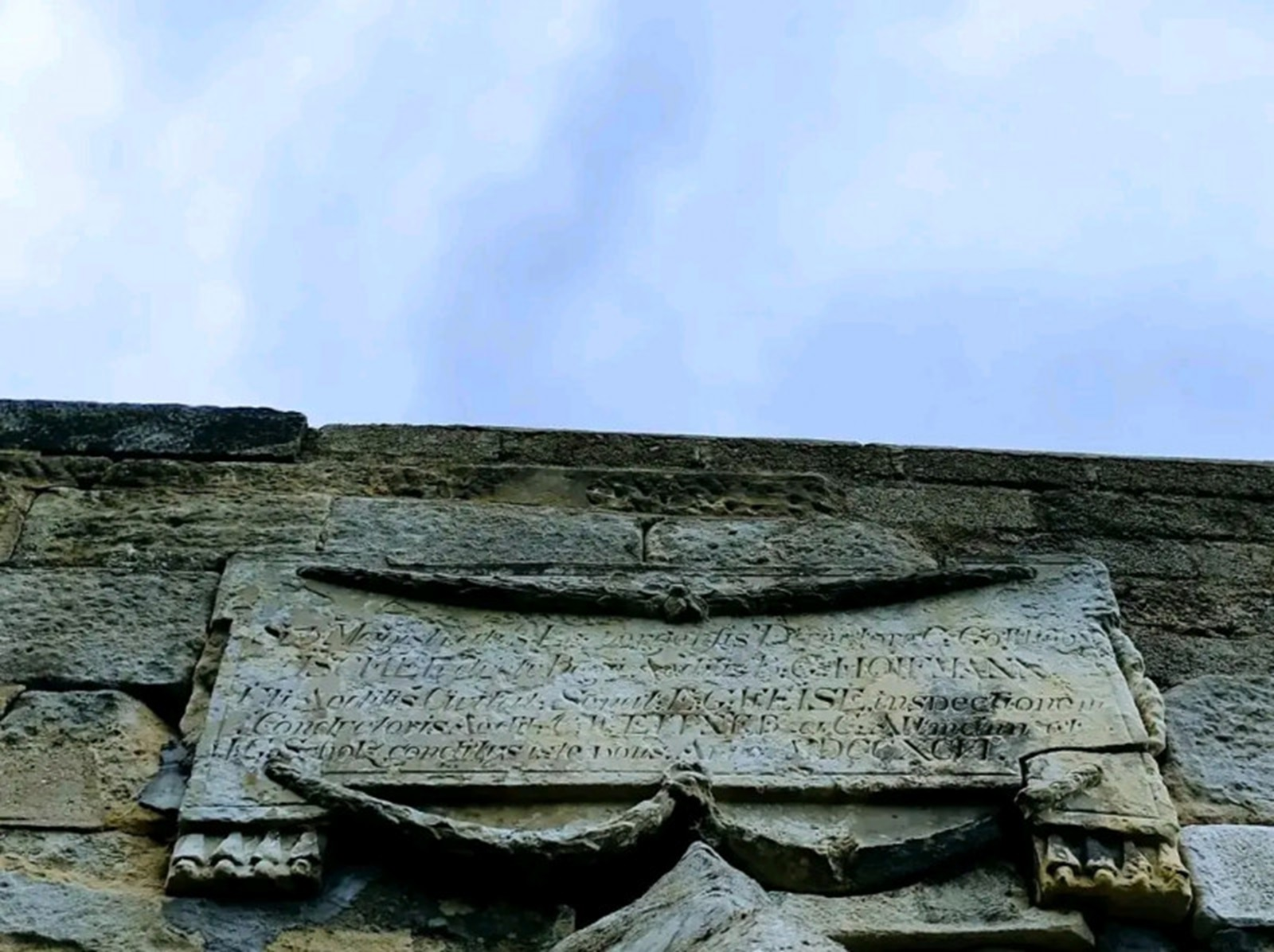
Tablica fundacyjna na moście na rzece Bóbr w Lwówku Śląskim

Kamienny Most na Bobrze w Lwówku Śląskim – most w Lwówku Śląskim nad Bobrem, będący częścią drogi wojewódzkiej nr 364 łączący Lwówek Śląski z Płakowicami.

## Historia mostu
Prawdopodobnie już na początku XIII wieku (ok. 1233 roku) wybudowano w tym miejscu pierwszy (drewniany) most na Bobrze, który za każdym razem, gdy do miasta zbliżały się obce wojska, był palony. Tu pobierało się w średniowieczu cło od przejezdnych, najpierw w imieniu księcia, później – miasta. Kamienny most został wybudowany o wiele później, bo w 1522 roku, a obecna kamienna przeprawa pochodzi z 1792 roku, o czym informuje tablica umieszczona na środkowym filarze mostu od strony południowej.
W 1813 roku częściowo zniszczony przez wycofujące się wojska rosyjskie, odbudowany na rozkaz samego Napoleona Bonapartego, który przebywał wtedy w Lwówku i postanowił odbić z rąk rosyjskich Płakowice. Kolejne modernizacje mostu miały miejsce w roku 1865 oraz w latach 1906–09, kiedy to most poszerzono.
W latach 70. XX wieku most został wpisany na listę zabytków. W XXI wieku zaplanowano wybudować nowy most drogowy równolegle do starego, podczas gdy na zabytkowy most miałby stać się ciągiem pieszym i atrakcją turystyczną.

## Opis
Most posiada sześć przęseł o sklepieniu półkolistym, wykonane z piaskowcowych bloków. Długość mostu to 81 metrów, szerokość 8,90 metra (w tym jezdnia 6,10 mm, a chodniki po 85 centymetrów), a całkowita długość to 61,35 metra. Na każdym filarze znajdują się ostrogi, mające na celu zabezpieczenie konstrukcji przed krami.

## Tablica fundacyjna
Z południowej strony mostu znajduje się wmurowana kamienna tablica fundacyjna z 1796 r. o następującej treści:

„Sub Magistratus Leobergensis Directore C:(Carl) Gottlieb
Fischer ductu Regii Aedilis B: G: Hoffmann
Uti Aedilis Civitat:(Civitatis) Senat:(Senator) E: G: Weise, inspectionem
Conductoris Aedil:(Aedilis) C: W: Ettner a C: Altmann et
J: G: Scholz, conditus iste pons: Anno MDCCXCVI.”

„Pod Rady Miasta Lwówka burmistrzem Carlem Gottliebem
Fischerem, naczelnym królewskim edylem (rządowym ministrem budownictwa) B.G. Hoffmannem,
jako edylem (nadzór nad robotami budowlanymi) członkiem rady miasta E.G. Weisem, pod nadzorem
kierowników przedsiębiorstw C.W. Ettner'a z C. Altmannem i
J.G. Scholzem, stworzono tenże most w roku 1796.”